# Université de Liège
L'université de Liège, en abrégé ULiège (anciennement ULg), est une université publique et pluraliste belge située à Liège. Fondée en 1817 dans les bâtiments de l'ancien collège jésuite, l'université comporte aujourd'hui onze facultés. Par ordre de création : Philosophie et Lettres, Droit, Science politique et Criminologie, Sciences, Médecine, Sciences appliquées, Médecine vétérinaire, Psychologie, Logopédie et Sciences de l’Éducation, HEC Liège, Sciences sociales, Gembloux Agro-Bio Tech et Architecture. Elle offre des formations de premier, deuxième et troisième cycles (39 bacheliers, 194 masters dont 57 masters en full english, 62 masters de spécialisation, 26 MOOC).
Le campus principal est situé au Sart Tilman à une dizaine de kilomètres au sud de Liège, mais l'université a conservé son siège et de nombreuses implantations administratives au centre-ville, ainsi que la faculté de Philosophie et Lettres, l'institut de zoologie, d'anatomie, les zones HEC Liège et la nouvelle faculté d'architecture. Gembloux Agro-Bio Tech est installé à Gembloux et le Département des Sciences et Gestion de l'Environnement à Arlon. L'université possède en outre une station scientifique dans les Hautes Fagnes et, à l'étranger, la station d'océanographie STARESO en Corse, une station météorologique au Jungfraujoch en Suisse, les stations KATABATA au Groenland, ainsi que des stations scientifiques et observatoires au Chili (SPECULOOS et TRAPPIST-Sud), au Maroc (TRAPPIST-Nord), ainsi qu'à Tenerife, en Espagne.

## Historique
Quoique encore dépourvue d'université, dès le Moyen Âge la vie intellectuelle gravitant autour de la cour du prince-évêque est intense à Liège, où vivent de nombreux érudits ayant acquis leurs grades dans diverses universités européennes : Cologne, Paris, etc. En 1333, Pétrarque passe par Liège et l'appelle la « Fille ainée de Rome ». C'est à Liège, dans le jardin philosophique d'un chanoine érudit, que Juste Lipse place le décor de son dialogue De Constantia.
Un enseignement secondaire moderne est introduit dans la principauté en 1582 par l'ouverture du « Collège en Isle » des Jésuites. Le cours de philosophie qui s'y donnait dut cependant fermer, l'université de Louvain y voyant une rivale.
Lorsque la Compagnie de Jésus est supprimée (1773), les bâtiments du collège se trouvant sur l'actuelle place du Vingt-Août abritent successivement un « Grand Collège » et une « Académie », mais il faudra attendre 1817, sous le royaume uni des Pays-Bas, pour qu'ils reçoivent l'université nouvellement créée.

### Quelques dates dans l'histoire de l'université de Liège
- 1816 : le 25 septembre, arrêté du Roi Guillaume Ier des Pays-Bas approuvant la création d'une université d’État à Liège[5];
- 1817 : le 25 septembre, installation officielle de l'université de Liège par le commissaire général de l'instruction publique Ocker Repelaer van Driel[5];
- 1838 : fondation de l'école des mines de Liège ;
- 1881 : début de l'essaimage de l'université[6]; Jeanne Rademackers, première étudiante inscrite à l’Université de Liège[7],[8];
- 1882 : début des constructions des Instituts Trasenster ;
- 1914 : occupation d'une partie des bâtiments par les troupes allemandes et dégradation de nombreux locaux. L'université reste fermée pendant 4 ans ;
- 1937 : inauguration des 4 Instituts du Val-Benoît par le Roi Léopold III ;
- 1955 : le 26 octobre, création de l'Université officielle du Congo Belge et du Ruanda-Urundi à Élisabethville avec la participation de l'université de Liège[9];
- 1964 : création de l'Institut de Mathématique au Val-Benoît ;
- 1967 : début du transfert d'une grande partie de l'université vers le Sart Tilman ;
- 1969 : La Faculté de Médecine vétérinaire de Cureghem à Bruxelles est rattachée administrativement à l'ULiège ;
- 1989 : L'ULiège devient une université de la Communauté française de Belgique ;
- 1991 : La faculté de Médecine vétérinaire est transférée vers le campus du Sart Tilman ;
- 2004 : La Fondation universitaire luxembourgeoise intègre l'université de Liège au sein de la faculté des sciences et de son département en sciences et gestion de l'environnement ;
- 2005 : HEC Liège (école des hautes études commerciales) et le département d'Administration des affaires de l'université de Liège fusionnent pour donner naissance à la business school « HEC Liège - École de gestion de l'université de Liège » ;
- 2009 : La faculté universitaire des sciences agronomiques de Gembloux (FUSAGx) est intégrée à l'université de Liège et rebaptisée à l'occasion « Gembloux Agro-Bio Tech » ;
- 2010 : Par la fusion de l'institut supérieur d'architecture Saint-Luc de Liège (ISASL) et de l'institut supérieur d'architecture intercommunal Lambert Lombard (ISALL), une nouvelle faculté voit le jour au sein de l'ULiège : la Faculté d'Architecture.
- 2015 : l'institut des Sciences humaines et sociales (ISHS) devient une faculté à part entière : la Faculté des Sciences sociales (FaSS) ;
- 2021 :  Le Département médias, culture et communication de la Faculté de Philosophie et Lettres installe dès la rentrée académique 2021 son école de journalisme, avec divers auditoires, salles de cours et studios dans la Grand Poste de Liège rénovée, située en face des bâtiments facultaires historiques[10]. La radio étudiante 48FM s'y installe également.

### Histoire
Le décret de Napoléon Ier du 17 mars 1808, portant sur l'organisation d'une université impériale et désignant Liège comme siège d'une Académie comportant notamment une faculté des Lettres et une faculté des Sciences, est la première charte universitaire liégeoise. Ni les écoles médiévales, pourtant si renommées, ni le Collège des bords de Meuse, bien qu'il dispensât deux cours supérieurs, ni les Écoles ouvertes sous Velbrück, ni même l'Académie anglaise, en dépit de son nom, ne peuvent être considérés comme des établissements universitaires. Liège doit son université au seul souverain des Pays-Bas dont elle dépendit jamais : Guillaume Ier sut se souvenir du passé prestigieux d'enseignement et de culture de la Cité ardente, quand il décida d'implanter une université d'État en terre wallonne.
Près de 200 ans après, même si elle s'est installée pour partie au Sart Tilman, l'université de Liège, qui dépend maintenant de la Communauté française de Belgique, est toujours à la même place, au bord de la Meuse, au centre de ce qu'on appela longtemps l'Île, Quartier latin de Liège depuis l'époque moderne.
L'université de Liège a honoré plusieurs personnalités importantes comme Yasser Arafat, Jean-Claude Trichet, Umberto Eco, Tzvetan Todorov, Salman Rushdie, Íngrid Betancourt, Denis Mukwege en leur octroyant le titre de docteur honoris causa.
Anne-Sophie Nyssen est nommée rectrice de l'université de Liège en octobre 2022, succédant à Pierre Wolper. Elle est la 63e personnalité académique à exercer la fonction rectorale depuis la création de l'Université. Anne Girin est l'Administrateur de l'université depuis le 1er septembre 2020. Elle succède à Laurent Despy et devient la première femme à occuper cette fonction. Fait unique dans l'histoire de l'université, l'administratrice est démise de ses fonctions le 5 juin 2024.
En 2017, à l'occasion de son bicentenaire, l'université se dote d'un nouveau logo.

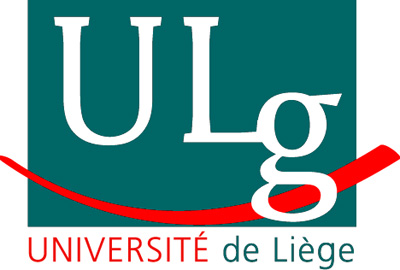
Ancien logo de l'Université de Liège.
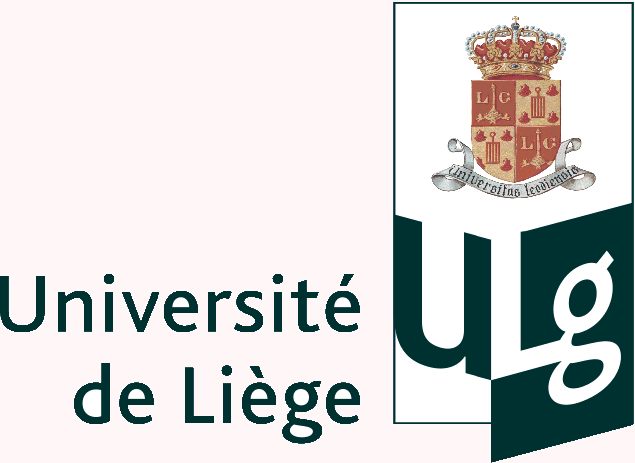
Logo de l'université de Liège jusqu'en 2017, comportant le blason de l'université.
Nouveau logo depuis 2018.

### Population étudiante
Évolution du nombre d'étudiants à l'université de Liège, incluant la Faculté universitaire des sciences agronomiques de Gembloux et la Fondation universitaire luxembourgeoise, ayant intégrées l'ULiège pour devenir respectivement Gembloux Agro-Bio Tech et Arlon Campus Environnement.
| Année     | 1817 | 1830 | 1849 | 1879 | 1900 | 1913 | 1919 | 1921 | 1934 | 1937 | 1946 | 1959 | 1967 | 1995  | 2000  | 2005  | 2010  | 2015  | 2020  | 2024  |
| --------- | ---- | ---- | ---- | ---- | ---- | ---- | ---- | ---- | ---- | ---- | ---- | ---- | ---- | ----- | ----- | ----- | ----- | ----- | ----- | ----- |
| Étudiants | 259  | 540  | 523  | 1100 | 1602 | 2884 | 2064 | 2303 | 2725 | 2146 | 2772 | 4565 | 7000 | 13447 | 12810 | 14831 | 19204 | 21013 | 23282 | 24048 |

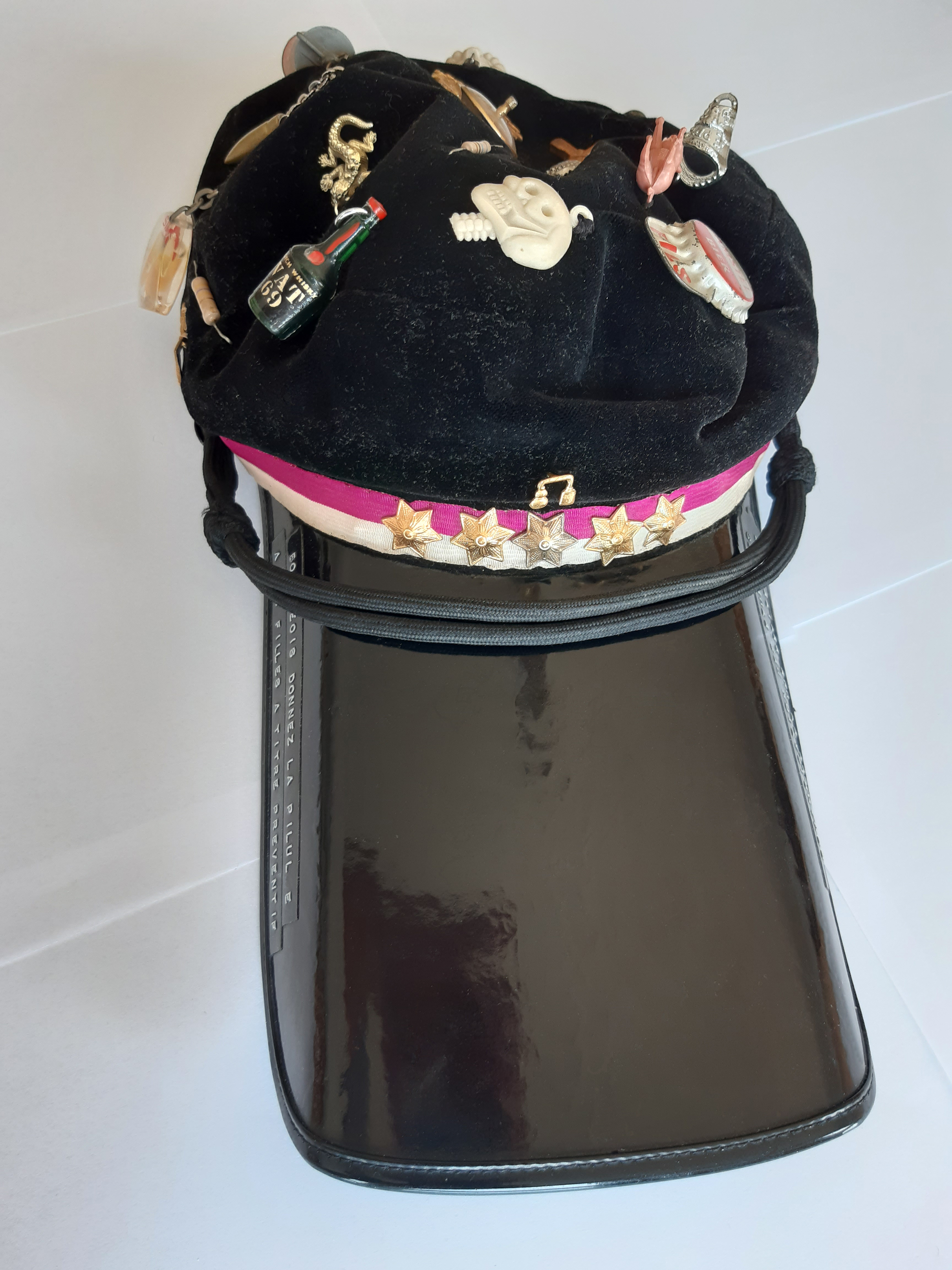
Penne d'un(e) étudiant(e) de 2e licence en chimie (1972)

Le nombre de traditions estudiantines est particulièrement important. La tradition du port de la penne (casquette universitaire) en est un exemple.

## Patrimoine architectural

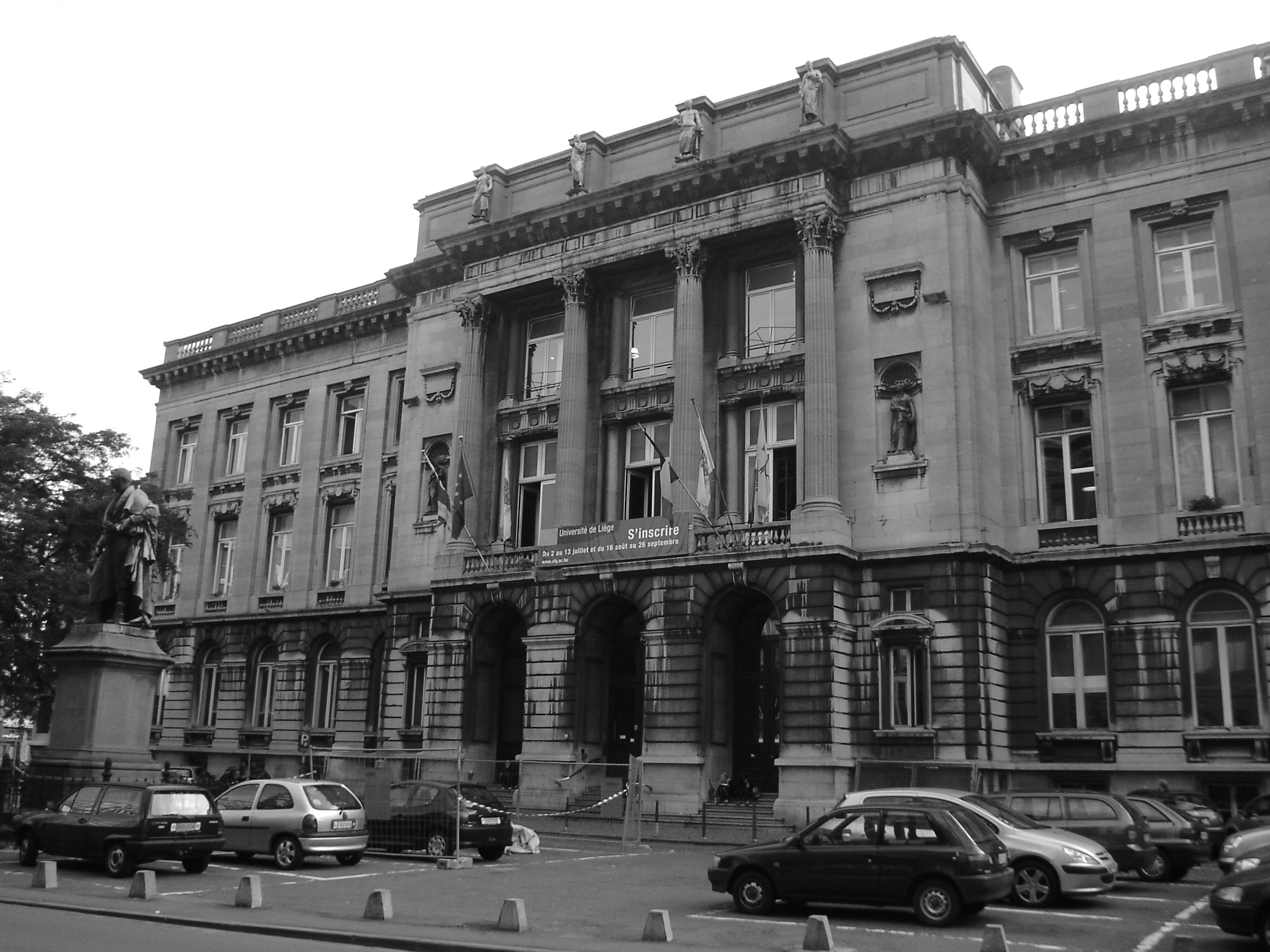
Faculté de Philosophie et Lettres, place du Vingt-Août.

Campus du Sart Tilman (zone Nord).

Le développement de l'université s'effectue en plusieurs phases.

### Phase initiale
- Ancien Collège en Isle des Jésuites, place du Vingt-Août. L'inauguration de l'Université, le 25 septembre 1817, se déroule dans l'église désaffectée du Saint-Sacrement[18].
- La salle académique a été construite en 1827 selon les plans de Jean- Noël Chevron, architecte de la Ville de Liège, à l’emplacement de l'ancienne église des Jésuites. Le bâtiment, alors appelé Palais de l'Université, est un bloc d’une dimension de 26 mètres sur 31 mètres, aux murs aveugles et dont la face sud est, par souci d'économie, composée d’éléments du chœur de l'ancienne église[19]. La façade du bâtiment est composée d'un portique, rythmé par huit colonnes ioniques. Une sentence en lettres de bronze, Universis Disciplinis, imaginée par le professeur Gall, est apposée sur la frise plate. L’intérieur est un hémicycle néoclassique à vaste galerie à deux étages avec colonnes ioniques et corinthiennes recouvertes de dorures. Au-dessus de la chaire, une grisaille, œuvre du peintre Alexandre Rifflaert, représente Guillaume d’Orange offrant à un jeune diplômé guidé par Minerve une couronne de laurier tendue par la Justice. En surplomb, figure un chronogramme: en DULCIs patrlae speM LaVrV CIngat Vt Ipse (Voilà comment en personne il ceint de laurier l’espoir de la douce patrie), composée par le professeur Fuss[20]. La salle académique, monument classé depuis le 24 janvier 1985 et patrimoine exceptionnel de Wallonie, a fait l’objet d’une restauration complète de 2003 à 2005[21].

### Fin duXIXesiècle
En 1879, le ministre Walthère Frère-Orban, alors à la tête du gouvernement, fait voter un important crédit pour doter les deux universités d'état, celle de Liège comme celle de Gand, de moyens « dignes de leur haute mission ».
C'est sous le rectorat de Jean-Louis Trasenster que l'université connaît cette belle expansion. Huit nouveaux instituts sont créés, ce sont les Instituts Trasenster. Plusieurs (tous?[pas clair]) ont été dessinés par l'architecte liégeois, Lambert Noppius.
- Institut d'astronomie (Observatoire de Cointe), 1882
- Institut de pharmacie, 1883
- Institut de botanique (Jardin botanique de Liège), 1883
- Institut d'anatomie, rue de Pitteurs, 1885
- Institut de physiologie, place Delcour, 1888
- Institut de zoologie, quai Édouard Van Beneden, 1888
- les deux Instituts de chimie, quai Roosevelt, 1888

L'institut d'électrotechnique Montefiore, situé rue Saint-Gilles, est créé sous l'impulsion de Georges Montefiore-Levi en 1883.

### XXesiècle
Après la Première Guerre mondiale
- Val-Benoît, 1930-1937 sous l'impulsion de Marcel Dehalu, on construit cinq ensembles de bâtiments sur le site de l'ancienne abbaye du Val-Benoît pour héberger les sciences appliquées[22]
- 1955 : Fondation de l'université de Lubumbashi

### Fin duXXesiècle, début duXXIesiècle
À la fin des années 1960, on assiste à un regroupement de la plupart des facultés de l'ULiège sur le campus du Sart Tilman. Toutefois, le mouvement est interrompu à la fin du siècle, la faculté de philosophie et lettres et l'administration maintiennent leur implantation dans le bâtiment historique de la place du Vingt-Août. À partir des années 2000, on peut remarquer un regain d'intérêt de la part de l'université pour des implantations en centre-ville avec l'intégration dans le patrimoine des bâtiments précédemment occupés par les HEC ainsi que par les instituts d'architecture Lambert Lombard (site du Botanique) et Saint-Luc (site d'Outremeuse), l'acquisition de l'ancien cinéma Opéra de la galerie Opéra (place de la République française) pour en faire des auditoires et un projet de rénovation de l'ancien institut Montefiore situé rue Saint-Gilles. En mai 2014, l'Université a annoncé la centralisation de ces cours de langue dans un « language district » dans l'ancien institut d'anatomie, qui a été rénové, ainsi que dans un nouveau bâtiment situé à côté de cet Institut dont l'inauguration a eu lieu en 2018. Aujourd'hui ce nouveau bâtiment accueille la filière Traduction et Interprétation du Département de Langues modernes: linguistique, littérature et traduction dépendant de la Faculté de Philosophie et lettre.

## Facultés et écoles
L'université est composée de dix facultés et une école. La plupart des facultés sont composées de départements. Un département rassemble tous ceux qui s'identifient à une même discipline ou une même filière d’étude ainsi que les membres du personnel administratif, technique et ouvrier qui y sont administrativement rattachés.

### Faculté d'Architecture

#### Historique
La faculté d'architecture est créée, indépendante de toute autre faculté existante, à partir du 1er juillet 2010. Elle résulte de la fusion des deux instituts supérieurs d'architecture liégeois, Saint-Luc Liège (l'une des deux composantes de l'ancien Institut supérieur d'architecture Saint-Luc de Wallonie) et Lambert Lombard (l'une des trois composantes de l'ancien Institut supérieur d'architecture intercommunal).

#### Bachelier(s)
- Bachelier en Architecture

### Faculté de Philosophie et Lettres

Logo de la Faculté de Philosophie et Lettres de l'Université de Liège.

#### Départements

Logo de la Faculté des Sciences Agronomiques.

- Département de Philosophie[27]
- Département de Langues et littératures romanes[28]
- Département de Langues et littératures modernes et de Traduction-Interprétation[29]
- Département des Sciences de l'Antiquité[30]
- Département des Sciences historiques[31]
- Département Médias, Culture et Communication[32]

#### Bachelier(s)
- Bachelier en Langues et lettres françaises et romanes, orientation générale
- Bachelier en Langues et lettres modernes, orientation générale
- Bachelier en Langues et lettres modernes, orientation Germaniques
- Bachelier en Langues et lettres modernes, orientation Classiques
- Bachelier en Langues et lettres modernes, orientation Orientales
- Bachelier en Traduction et interprétation
- Bachelier en Histoire
- Bachelier en Philosophie
- Bachelier en Histoire de l'Art et archéologie, orientation générale
- Bachelier en Histoire de l'Art et archéologie, orientation Musicologie
- Bachelier en Information et Communication

### Faculté de Droit, de Science politique et de Criminologie

Logo de la Faculté de Droit, de Science politique et de Criminologie.

#### Départements
- Département de Droit
- Département de Science politique
- Département de Criminologie.

#### Bachelier(s)
- Bachelier en Sciences politiques, orientation générale
- Bachelier en Droit

### Faculté des Sciences Sociales (FaSS)

#### Historique
À la suite de l'intégration des départements d'économie et de gestion et de l'école d'administration des affaires de l'ancienne faculté d'économie, gestion et sciences sociales (EGSS) dans la nouvelle entité HEC-École de gestion de l'université de Liège en 2005, l'ancien département des sciences sociales devient L'institut des Sciences Humaines et Sociales (ISHS).
Depuis le 16 septembre 2015, le conseil d'administration de l'ULiège accorde à l'HEC le titre de faculté.

#### Bachelier(s)
- Bachelier en Sciences humaines et sociales

#### Master (s)
- Master en anthropologie
- Master en gestion des ressources humaines
- Master en Ingénierie de la prévention et de la gestion des conflits
- Master en sciences de la population et du développement
- Master en sciences du travail
- Master en Sociologie
- Master in Sociology, focus in migration and ethnic studies (anglais)
- Master en sociologie, spécialisée en "Immigration Studies"
- Master en Sociologie et Anthropologie
- Master de spécialisation en études de genres

#### Laboratoires
La faculté rassemble plusieurs laboratoires parmi lesquels le Laboratoire d'Anthropologie Sociale et Culturelle (LASC), le Centre de Recherche et d'Intervention Sociologique (CRIS), le Centre d'Étude de l'Ethnicité et des Migrations (CEdEM), le Pôle Liégeois d'Études sur les Sociétés urbaines en Développement (PôLE SUD), le Centre Liégeois d'Étude de l'Opinion (CLEO) et le Panel Démographie Familiale (PDF).

### HEC Liège - École de gestion

#### Historique

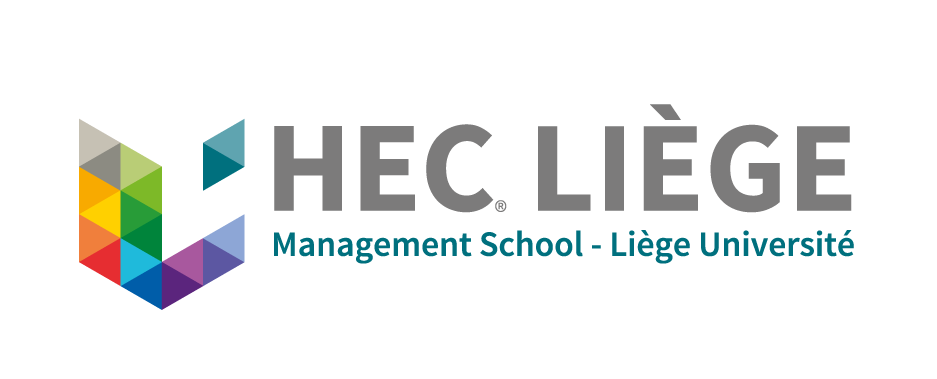
Logo de HEC Liège.

En 2005, HEC Liège fusionne avec les départements de gestion et d'économie de l'université de Liège pour créer « HEC Liège - École de Gestion de l'Université de Liège ». Elle devient une des principales école de gestion en Communauté française.

#### Bachelier(s)
- Bachelier en Ingénieur de gestion
- Bachelier en Sciences économiques et de gestion

### Faculté de Psychologie, Logopédie et Sciences de l'Éducation

#### Départements
- Département de Psychologie
- Département de Logopédie
- Département des Sciences de l'Éducation

#### Bachelier(s)
- Bachelier en Sciences psychologiques et de l'éducation, orientation générale
- Bachelier en Sciences psychologiques et de l'éducation, orientation logopédie

#### Master(s)
- Neuroscience cognitive et comportementale (Ce master comporte deux filières : Psychologie comparative et neuroscience comportementale et Neuroscience cognitive)
- Psychologie sociale, du travail et des organisations
- Psychologie clinique

### Faculté de Médecine

#### Départements
- Département des sciences biomédicales et précliniques
- Département des sciences cliniques
- Département des sciences dentaires
- Département des sciences pharmaceutiques
- Département des sciences de la motricité
- Département des sciences de la Santé publique

#### Bachelier(s) et Master(s)
- Bachelier en Kinésithérapie et réadaptation
- Bachelier en Médecine
- Bachelier en Sciences biomédicales
- Bachelier en Sciences de la motricité, orientation générale
- Bachelier en Sciences dentaires
- Bachelier en Sciences pharmaceutiques

### Faculté des sciences

#### Départements
- Astrophysique, Océanographie et Géophysique
- Biologie, Écologie et Évolution
- Chimie
- Géologie
- Géographie
- Mathématiques
- Physique
- Sciences de la vie
- Sciences et gestion de l'environnement

#### Bacheliers
- Bachelier en Sciences biologiques
- Bachelier en Sciences chimiques
- Bachelier en Sciences géographiques, orientation générale
- Bachelier en Sciences géologiques
- Bachelier en Sciences mathématiques
- Bachelier en Sciences physiques

### Masters
- Master en biochimie et biologie moléculaire et cellulaire, à finalité
- Master en bioinformatique et modélisation, à finalité
- Master en biologie des organismes et écologie, à finalité
- Master en océanographie, à finalité
- Masters en sciences chimiques
- Master en sciences et gestion de l'environnement
- Master en sciences géographiques, orientation géomatique, à finalité
- Master en sciences géographiques, orientation générale, à finalité
- Master en sciences géographiques, orientation global change, à finalité
- Masters en sciences géologiques
- Master en sciences mathématiques
- Master en sciences physiques
- Master en sciences spatiales, à finalité
- Master en urbanisme et développement territorial, à finalité
- Master AMIS : Advanced Materials for Innovation and Sustainability
- Master FAMEAIS : Erasmus Mundus Joint Master Degree in Functional Advanced Materials and Engineering with Artificial Intelligence for Sustainability
- Master Erasmus Mundus ECT+ : Environmental Contamination and Toxicology
- Master Erasmus Mundus MER : Marine Environment and Resources
- Master de spécialisation en gestion des risques et des catastrophes à l'ère de l'Anthropocène (60 crédits)
- Master de spécialisation en Nexus Eau-Energie-Alimentation (60 crédits)

### Faculté des Sciences Appliquées (FacSA)

#### Départements
- Aérospatiale et Mécanique
- Chemical Engineering
- Électricité, Électronique et Informatique (Institut Montefiore)
- Urban & Environmental Engineering

L'association des ingénieurs diplômés de l'université de Liège décerne annuellement la Médaille d'or du mérite scientifique, dite « médaille Trasenster », qui « consacre les mérites exceptionnels d'un savant ou d'un inventeur, dont les travaux sont du domaine des sciences pures ou appliquées, enseignées à la Faculté des Sciences appliquées de l'Université de Liège ou faisant l'objet d'une collaboration avec cette même Faculté ».

#### Bachelier(s)
- Bachelier en Sciences informatiques
- Bachelier en Sciences de l'ingénieur, orientation ingénieur civil
- Bachelier en Sciences de l'ingénieur, orientation ingénieur civil architecte

### Faculté de médecine vétérinaire

#### Départements
- Animaux de compagnie
- Équidés
- Animaux de production

Logo de la Faculté de médecine vétérinaire.

- Maladies infectieuses et parasitaires
- Morphologie et Pathologie
- Gestion vétérinaire des Ressources Animales
- Sciences des denrées alimentaires
- Sciences fonctionnelles

#### Bachelier(s)
- Bachelier en Médecine vétérinaire

#### Master(s)
- Master de spécialisation en gestion intégrée des risques sanitaires
- Master de spécialisation en gestion intégrée des risques sanitaires dans les pays du sud
- Master de spécialisation en médecine vétérinaire spécialisée
- Master de spécialisation en sciences vétérinaires

### Faculté des Sciences Agronomiques (Gembloux Agro-Bio Tech)

#### Départements
- Département AGRO BIO-TECH:

#### Bachelier(s)
- Bachelier Architecte paysagiste
- Bachelier en Sciences de l'ingénieur, orientation bioingénieur

#### Master(s)
- Master en agroécologie ( organisé en codiplomation entre l’Université de Liège, l’Université libre de Bruxelles, l’Université Paris-Saclay)
- Management de l'innovation et de la conception des aliments (organisé en codiplomation entre l’Université de Liège, et la Haute-École Charlemage
- Master de spécialisation en gestion intégrée des risques sanitaires

## Musées et collections de l'université de Liège
L’Université de Liège possède un patrimoine culturel scientifique et artistique représentant plusieurs millions de pièces, dont certaines classées « Trésor » par la Fédération Wallonie-Bruxelles.

### Institutions muséales et d'exposition
Au centre-ville de Liège :
- Maison de la métallurgie et de l'industrie de Liège
- Espaces botaniques universitaires de Liège

Au sein du bâtiment central de l'université :
- Musée Wittert (bâtiment central)
- Musée de Préhistoire (bâtiment central)

Au sein de l'Institut de zoologie :
- Aquarium-Muséum universitaire de Liège
- Musée de zoologie
- Maison de la science
- Espaces botaniques universitaires de Liège

À l'observatoire de Cointe :
- Société astronomique de Liège

Sur le campus du Sart Tilman :
- Musée en plein air du Sart Tilman
- Observatoire du Monde des Plantes

Musée de Gembloux Agro-Bio-Tech à Waremme :
- Hexapoda - Insectarium Jean Leclercq

À la Station scientifique des Hautes-Fagnes :
- Micro-musée de Haute Ardenne

### Structures agglomératrices et médiatrices
L'Aquarium-Muséum, la Maison de la science, la Maison de la métallurgie et de l'industrie, les Espaces botaniques universitaires, Hexapoda, la Société astronomique, l'Observatoire du monde des plantes et l'association Haute Ardenne forment ensemble l'Embarcadère du Savoir, fédération d'établissements scientifiques et techniques de l'université.
Outre les musées, l'université a classifié depuis les années 2020 certaines organismes sous le terme de structures de médiation des connaissances :
Dans le complexe Opéra ULiège :
- La Maison des sciences de l'homme (MSH)

À l'Institut de zoologie :
- Réjouisciences

À l'observatoire de Cointe :
- La Société astronomique de Liège

Sur le campus de Gembloux Agro-Bio Tech :
- VivaSciences

Le Pôle muséal et culturel de l'Université de Liège rassemble, depuis novembre 2019, les espaces muséaux, les collections scientifiques et les structures de médiation des connaissances de l’Université de Liège.

### Collections non-muséalisées[34]
Collections d’Anatomie humaine, Collections d’Anatomie animale et tératologie, Collections d’Estampages et frottis épigraphiques, Collections de Dendrochronologie, Collections de Minéralogie, Collections de Paléontologie, Collections de Papyrologie, Collections de Préhistoire, Fonds précieux des Bibliothèques, Herbarium, GAR - Archives d’Architecture, Collection de papyrus, Collection de tablettes cunéiformes, ainsi que des collections vivantes de microalgues, de cyanobactéries, etc.

## Personnalités liées à l'université

### Recteurs de l'université de Liège
Liste des recteurs de l'université de Liège :
- 1817-1818 : Toussaint-Dieudonné Sauveur
- 1818-1819 : Jean-Michel Vanderheyden
- 1819-1820 : Jean-Gérard-Joseph Ernst
- 1820-1821 : Bernard-Ignace Denzinger
- 1821-1822 : Nicolas-Gabriel Ansiaux
- 1822-1823 : Henri-Maurice Gaëde
- 1823-1824 : Pierre Destriveaux (nl)
- 1824-1825 : Jean-George Wagemann
- 1825-1826 : Jean-Nicolas Comhaire
- 1826-1827 : Richard Van Rees (nl)
- 1827-1828 : Jean-Gérard-Joseph Ernst
- 1828-1829 : Jean Kinker
- 1829-1830 : Toussaint-Dieudonné Sauveur
- 1830-1831 : Nicolas-Gabriel Ansiaux
- 1831-1832 : Antoine-Nicolas-Joseph Ernst
- 1832-1833 : Charles Delvaux de Fenffe
- 1833-1834 : Vincent Fohmann (de)
- 1834-1835 : Jean-Gérard-Joseph Ernst
- 1835-1836 : Georges-Joseph Bekker
- 1836-1838 : Evrard Dupont
- 1838-1839 : Jean-François Lemaire
- 1839-1840 : Lambert-Materne Lombard
- 1840-1841 : Philippe Lesbroussart
- 1841-1842 : Victor-Anselme Dupret
- 1842-1843 : Jean-Nicolas Noël
- 1843-1844 : Antoine-François-Joseph Raikem
- 1844-1845 : Jean-Dominique Fuss
- 1845-1846 : Pierre Destriveaux (nl)
- 1846-1847 : Michel Gloesener (nl)
- 1847-1848 : Barthélemy-Valentin de Lavacherie
- 1848-1852 :  Charles-Joseph-Adolphe Borgnet
- 1852-1855 : Jean-Servais-Guillaume Nypels
- 1855-1857 : André Hubert Dumont
- 1857-1861 : Jean-Théodore Lacordaire
- 1861-1864 : Joseph Antoine Spring
- 1864-1866 : François-Henri-Joseph Kupfferschlaeger
- 1866-1867 : Joseph Antoine Spring
- 1867-1870 : Charles de Cuyper
- 1870-1873 : Charles Loomans
- 1873-1879 : Victor Thiry
- 1879-1882 : Jean-Louis Trasenster
- 1885-1888 : Adolphe Wasseige
- 1888-1891 : Louis Roersch
- 1891-1894 : Gérard Galopin
- 1894-1897 : Constantin Le Paige
- 1897-1900 : Voltaire Masius (nl)
- 1900-1903 : Victor Dwelshauvers-Dery
- 1903-1906 : Oscar Merten
- 1906-1909 : Fernand Thiry
- 1909-1910 : Julien Fraipont
- 1910-1912 : Auguste Gravis
- 1912-1915 : Auguste Swaen
- 1918-1921 : Eugène Hubert (nl)
- 1921-1924 : Charles de Jace
- 1924-1927 : Eugène Prost
- 1927-1939 : Jules Duesberg
- 1939-1947 : Léon Graulich
- 1947 : Adolphe Braas
- 1947-1950 : Henri Fredericq
- 1950-1953 : Ferdinand Campus
- 1953-1971 : Marcel Dubuisson
- 1971-1977 : Maurice Welsch
- 1977-1985 : Émile-Hippolyte Betz
- 1985-1997 : Arthur Bodson
- 1997-2005 : Willy Legros
- 2005-2014 : Bernard Rentier
- 2014-2018 : Albert Corhay
- 2018-2022 : Pierre Wolper
- depuis 2022 : Anne-Sophie Nyssen

### Professeurs et étudiants
- Jean Alexandre (1925-2012), géographe, climatologue et météorologue
- Émile-Hippolyte Betz (1919-2012), professeur à la faculté de médecine, recteur
- Serge Brammertz (né en 1962), procureur au TPI pour l'ex-Yougoslavie à partir du 1er janvier 2008
- Alexandre Braun (1847-1935), sénateur, avocat
- Fabrice Bureau (1967-), professeur belge à la Faculté de médecine vétérinaire, vice-recteur à la recherche de l'Université de Liège depuis novembre 2018
- Émile Braun (1849-1927), Ingénieur, bourgmestre de Gand et député
- Eugène Charles Catalan (1814-1894), mathématicien
- Paul Cerfontaine (1864-1917), zoologiste
- Victor Chauvin (1844-1913), professeur d'arabe et d'hébreu
- Albert Claude (1899-1983), biochimiste belge, reçoit le prix Nobel de médecine ou de physiologie en 1974.
- Pierre Colman (1931-2023), historien de l'art
- Alexis Curvers (1906-1992), écrivain belge d'expression française. Époux de l'helléniste Marie Delcourt
- Henri Daoust (Enrique d'Aoust), philologue et artiste-peintre belgo-catalan
- Luc et Jean-Pierre Dardenne, cinéastes
- Marcel De Corte (1905-1994), philosophe
- Paul Dedecker (1921-2007), mathématicien
- Fernand Dehousse (1906-1976), homme d'État et personnalité politique
- Émile de Laveleye (1822-1892), économiste, politologue et historien
- Julien Delaite (1868-1922), homme politique et docteur en sciences naturelles
- Serge Delaive (1965), écrivain belge de langue française
- Marie Delcourt (1891-1979), historienne, philologue et helléniste
- Laurent Demoulin (1966), romancier, poète et critique belge d'expression française. Chargé de cours de littérature
- Edmonde Dever (née en 1921), diplomate
- Daniel Droixhe (né en 1946), philologue et chanteur
- André-Joseph Dubois (né en 1946), romaniste et écrivain
- Jacques Dubois (né en 1933), sociologue de la littérature
- Jacques Duchesne-Guillemin (1910-2012), linguiste et orientaliste
- André Dumont (1847-1920), géologue
- Jean Englebert (né en 1928), architecte
- Adolphe Eymael (1830-1904), pharmacien
- Michèle Fabien (1945-1999), dramaturge
- Véronique Gallo (1976), humoriste, comédienne, autrice belge
- Paul Gochet (1932-2011), philosophe, logicien
- Jean Gol (1942-1995), personnalité politique
- René Greisch (1929-2000), ingénieur-architecte
- le Groupe µ (1967), collectif de sémioticiens
- Georges Gutelman (né en 1938), ingénieur et homme d'affairesm acteur de l'Opération Moïse
- Robert Halleux, histoiren des sciences
- Léon-Ernest Halkin (1906-1998), historien
- Pierre Harmel (1911-2009), homme d'État et personnalité politique
- Pierre Hazette (né en 1939), homme politique, ministre de 1999 à 2004
- Armel Job (1948), écrivain belge de langue française, ancien directeur de l'Institut Notre Dame Séminaire de Bastogne.
- Jean Kinker (1764-1845), professeur de lettres néerlandaises.
- Jean-Marie Klinkenberg (né en 1944), linguiste et sémioticien
- Pierre Kroll (né en 1958), architecte et caricaturiste
- Godefroid Kurth (1847-1916), historien
- Jacques Lambinon (1936-2015), professeur de botanique, auteur de la Nouvelle flore de la Belgique
- Katia Lanero Zamora (1985), autrice belge d’origine espagnole
- André Lange (né en 1955), expert européen en matière d'audiovisuel
- Alain Le Bussy (1947-2010), auteur (science-fiction)
- Suzanne Leclercq (1901-1994), paléobotaniste et paléontologue belge. Professeure de stratigraphie et paléophytologie
- Paul Ledoux (1914-1988), astrophysicien
- Lisette Lombé (1978), slameuse, autrice et artiste pluridisciplinaire belgo-congolaise
- Philippe Minguet (1932-2007), philosophe, sémioticien et esthéticien
- Georges Montefiore-Levi (1832-1906), ingénieur et homme d'affaires
- Florentina Mosora (1940-1996), biophysicienne roumaine et belge
- Jean Moutschen (1929-2001), généticien
- Lambert Noppius (1827-1889), architecte
- Jean-Baptiste Nothomb (1805-1881), homme politique
- Hubert Nyssen (né en 1925), écrivain et éditeur
- Paul Nyssens (1870-1954), Ingénieur et auteur
- Marcel Otte (né en 1948), archéologue et historien de l'art
- François Perin (1921-2013), professeur et personnalité politique
- Jean-Marie Piemme (né en 1944), dramaturge
- Henri Pirenne (1862-1935), historien
- Joseph Plateau (1801-1883), physicien (docteur de l'Université de Liège)
- Albert Puters (1892-1967), architecte
- Guy Quaden (né en 1945), économiste
- Didier Reynders (né en 1958), personnalité politique
- Jean Rey (1902-1983), personnalité politique et président de la Commission européenne
- Gustave Ruhl (1856-1929), avocat, archéologue et historien amateur
- Léon Rosenfeld (1904-1974), physicien
- Fernand de Rossius, homme politique belge
- Charles-Augustin Sainte-Beuve (1804-1869), écrivain français, critique
- Theodor Schwann (1810-1882), biologiste
- Georges Simenon (1903-1989), écrivain
- Arsène Soreil (1893-1989), professeur d'esthétique
- André Stas (né en 1949), collagiste et écrivain
- Claude Strebelle (1917-2010), architecte
- Jean-Pierre Swings, astronome
- Pol Swings (1906-1983), astronome
- Haroun Tazieff (1914-1998), géologue
- Lise Thiry (née en 1921), virologue
- Jean-Joseph Thonissen (1816-1891), juriste, professeur à l'Université catholique de Louvain, ministre d'État
- Édouard Van Beneden (1846-1910), biologiste
- Charles Vandenhove (né en 1927), architecte
- Robert Vivier, écrivain
- Léopold Auguste Warnkoenig (1794-1866), professeur de droit
- Melchior Wathelet (père) (né en 1949), personnalité politique
- Maurice Wilmotte (1861-1942), romaniste
- Michel Born (1947- ), professeur, criminologue et psychologue
- Charles de Fraipont (1883-1946), scientifique et homme politique

### Docteurshonoris causa
- 1893 : Louis Pasteur.
- 1919 : la reine Elisabeth de Belgique et Georges Clemenceau.
- 1924 : Raymond Poincaré.
- 1945 : Alexander Fleming, Franklin Roosevelt, Winston Churchill, Charles de Gaulle, Joseph Staline.
- 1953 : J. R. R. Tolkien.
- 1965 : Walter Hallstein.
- 1967 : le roi Baudouin Ier de Belgique, à l'occasion du 150e anniversaire de l'ULiège.
- 1975 : Christian de Duve.
- 1978 : Ilya Prigogine.
- 1979 : Georges Dumézil, philosophe français.
- 1980 : Léopold Sédar Senghor, homme politique sénégalais.
- 1988 : Luc Montagnier, scientifique français.
- 1989 : Umberto Eco, Frederico Mayor, écrivains.
- 1990 : Willem Frederik Hermans, écrivain néerlandais ; George Steiner.
- 1992 : à l'occasion du 175e anniversaire de l'ULiège : François Mitterrand, Jean Gandois, Gaston Thorn, Amnesty International, Médecins sans frontières, WWF, Paul Watzlawick.
- 1996 : Rolf M. Zinkernagel.
- 1997 : Emil Constantinescu.
- 1998 : Nelson Mandela, Yasser Arafat, Shimon Peres.
- 1999 : Helmut Kohl, Salman Rushdie.
- 2000 : Ahmed Zewail, Claude Cohen-Tannoudji, Kenzaburō Ōe, James A. Mirrlees, et Stanley Prusiner.
- 2001 : S.M. le Roi Albert II
- 2002 : Carla Del Ponte
- 2003 : Guy Sorman
- 2004 : Shirin Ebadi, Élisabeth Badinter, Íngrid Betancourt et Marie-José Simoen
- 2006 : Vaira Vīķe-Freiberga
- 2007 :  Václav Havel[36], Paul Auster, Alberto Manguel, Haruki Murakami, Bahiyyih Nakhjavani, Nancy Huston, et Antonio Tabucchi[37].
- 2009 : Dick Annegarn, Anthony Braxton, Arvo Pärt, Henri Pousseur (à titre posthume), Frederic Rzewski, Archie Shepp, Robert Wyatt, Sir Timothy John Berners-Lee, Robert Cailliau
- 2010 : Pierre Alechinsky, Victor Burgin, Santiago Calatrava, William Klein, Jacques Perrin, Agnès Varda, Bill Viola.
- 2011 : Abdou Diouf, Michelle Bachelet, Mikhaïl Gorbatchev
- 2012 : Charles Bolden, Frank De Winne, Jean-Jacques Dordain, Dirk Frimout, Paul van Hoeydonck
- 2013 : Gerard Ryle, Jean Plantu, Lukpan Akhmediarov, Nadia Khiari, Pierre Kroll, Stevan Harnad
- 2014 : Jules Hoffmann
- 2015 : Carlo Ginzburg
- 2017 : Bernard Serin, Fatou Diome, Moshe Vardi, Rolf Tarrach[38]
- 2019 : Alain Arneodo[39], Denis Mukwege, Christine Mahy, Hassan Jarfi[40].
- 2020-2021 : Gérald Bronner, Anna Triandafyllidou, Philippe Aghion[41].
- 2023 : Aurélien Barreau, Esther Duflo, Zanele Muholi[41].